# August Beyerhaus
Ferdinand Eduard August Beyerhaus (* 28. August 1805 in Berlin; † 24. Juli 1874 ebenda) war ein deutscher Graveur und Schriftgießer.

## Leben
August Beyerhaus war ein Sohn des Graveurs und Gürtlermeisters Gisbert Ludolph Beyerhaus (* 1756 in Potsdam; † 1828 in Berlin). Die Mitglieder der Familie Beyerhaus waren in Potsdam, Gleiwitz und Berlin als Stecher, Graveure und Eisengießer tätig. August Beyerhaus erhielt eine entsprechende Ausbildung und studierte ab 1822 an der Akademie in Berlin. Später arbeitete er als Hofgraveur und Schriftgießer. 1840 wurde von der Schriftgießerei A. Beyerhaus eine Probe chinesischer Schriftzeichen „unter Leitung des Herrn Generaldirektors Dr. von Olfers“ für die Königliche Akademie der Wissenschaften und für den Missionar Carl Gützlaff in China in Stahl gestochen, wofür Gützlaff aus China ausdrücklich dankte. Neben seinen beruflichen Tätigkeiten engagierte Beyerhaus sich im sozialen Bereich. Von 1862 bis zu seinem Tod gehörte er dem Direktorium des „Vereins zur Besserung der Strafgefangenen“ an.
August Beyerhaus war ab Mai 1844 mit Juliane Dorothee Thamm verheiratet und hatte mehrere Kinder. Seine Brüder waren der Graveur und Wappenschneider Louis Beyerhaus (1790–1853) und der Eisengießer und Modelleur Friedrich Ludwig Beyerhaus.